# Янцен Франц Францевич
Я́нцен Франц Фра́нцевич (*30 липня 1917, село Олександрівка, Запорізька область — †1994 смт Ува, Удмуртія) — український організатор народної освіти, що жив і працював в Удмуртії.
В 1936 році закінчив фізико-математичний факультет Одеського вчительського інституту. Очолював відділ народної освіти в Старозятцинському та Увинському районах Удмуртії. Учасник Другої світової війни.
Нагороджений орденом Вітчизняної війни II ступеня, декількома медалями. Заслужений вчитель Удмуртської АРСР (1957) та РРФСР (1974), відмінник народної просвіти.